# Aduz
Aduz (en árabe: أدوز‎, en francés: Adouz) es una localidad marroquí perteneciente al municipio de Ruadi, en la región de Tánger-Tetuán-Alhucemas. Desde 1912 hasta 1956 perteneció a la zona norte del Protectorado español de Marruecos.